# Джордж Ґайдзік
Джордж Ґайдзік (англ. George Gaidzik, 22 лютого 1885 — 25 серпня 1938) — американський стрибун у воду.
Призер Олімпійських Ігор 1908 року, учасник 1912 року.